# Hradlo NOT
Hradlo NOT  zkráceně jen NOT nebo také invertor je logický člen, který realizuje operaci logické negace. Hradlo mění vstupní hodnotu logického signálu na opačnou.

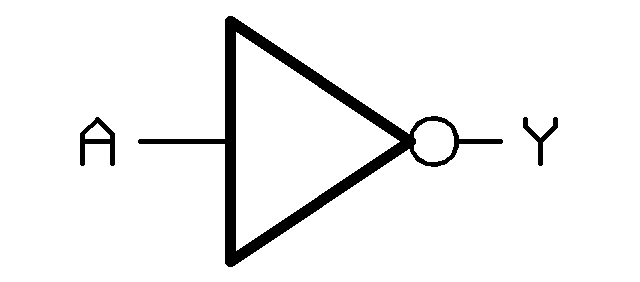
Schematická značka hradla NOT

Schematická značka hradla NOT dle International Electrotechnical Commission

| Vstup | Výstup |
| A     | Y      |
| ----- | ------ |
| 0     | 1      |
| 1     | 0      |

## Logická funkce hradla
{\displaystyle Y={\overline {A}}}

## Alternativní realizace hradla NOT
Hradlo NOT je možné v zapojení elektronického obvodu nahradit pomocí hradel NOR nebo NAND.
| Hradlo NOT | Hradlo NOT z obvodu NAND | Hradlo NOT z obvodu NOR |
| ---------- | ------------------------ | ----------------------- |
|            |                          |                         |

## Řada obvodů 4000
- 4009: 6× invertující budič
- 4069: 6× invertor

## Řada obvodů 7400
- 7404: 6× invertor d
- 7405: 6× invertor s výstupem s otevřeným kolektorem d
- 7414: 6× invertor se Schmittovým klopným obvodem d
- 7419: 6× invertor se Schmittovým klopným obvodem